# Wilhelm Haferkamp
Wilhelm Haferkamp (Duisburg, 1 juli 1923 - Brussel, 18 januari 1995) was een politicus en econoom van Duitse afkomst. Hij was tussen 1967 en 1985 Europees Commissaris namens de Bondsrepubliek Duitsland en was daarmee de langzittende Europees commissaris ooit.

## Biografie
Haferkamp studeerde Economische en Sociale Wetenschappen aan de Universiteit van Keulen tussen 1946 en 1949. Na zijn studie ging hij aan het werk als leraar aan het Gymnasium. Vervolgens werd Haferkamp ondersecretaris van de arbeidersbeweging Deutscher Gewerkschaftsbund. Tussen 1962 en 1967 was hij hoofd van de afdeling Economie bij de arbeidersbeweging. Naast zijn werkzaamheden voor de DGB was Haferkamp tussen 1958 en 1967 ook parlementslid van de Landdag van Noordrijn-Westfalen. In 1967 werd hij door bondskanselier Kurt Georg Kiesinger benoemd tot Europees commissaris. Tussen 1967 en 1985 zou Haferkamp achtereenvolgens de portefeuilles Energie, Economische en Financiële Zaken en Externe Betrekkingen uitvoeren.